# Enyūkai
Enyūkai (jap. 園遊会 en'yū-kai) – bankiet na wolnym powietrzu (ang. garden party). Słowo to ma szczególne znaczenie w kontekście wielkich przyjęć wydawanych przez cesarza i cesarzową Japonii oraz oddzielnie – przez premiera.
Każdego roku w Ogrodach Cesarskich Akasaka (Akasaka Gyoen, 赤坂御苑), w Cesarskiej Posiadłości Akasaka (赤坂御用地 Akasaka Goyōchi) odbywają się takie imprezy ogrodowe dwa razy do roku: wiosną i jesienią.

## Opis
Na enyūkai zapraszani są: przewodniczący i wiceprzewodniczący obu izb Zgromadzenia Narodowego (Izby Reprezentantów i Izby Radców), inni członkowie Zgromadzenia, premier, ministrowie, prezes Sądu Najwyższego, urzędnicy, których mianowanie i odwołanie ze stanowiska wymaga powiadomienia cesarza, inni członkowie organów władzy: parlamentu, rządu i sądownictwa, przewodniczący lokalnych parlamentów, gubernatorzy prefektur, burmistrzowie miast, przedstawiciele władz lokalnych oraz goście wyróżnieni za wyjątkowe osiągnięcia. Na jednym enyūkai spotyka się około 2 000 osób.
W czasie kwitnienia sakury premier Japonii organizuje takie przyjęcie ogrodowe o charakterze hanami dla kilku tysięcy gości na terenie parku Shinjuku Gyoen (ang. Shinjuku Imperial Garden, Shinjuku Gyoen National Garden). 